# 特壹青天白日勋章
蒋中正特壹青天白日勋章，2012年出现在世界著名拍卖行，是蒋中正生前仪式、巡视经常佩戴之青天白日勋章。于2013年7月拍卖出720万港币（約2800萬新台幣或100萬美元）的天价，创造了中国制及亚洲勋章的拍卖最新世界记录。

## 简介

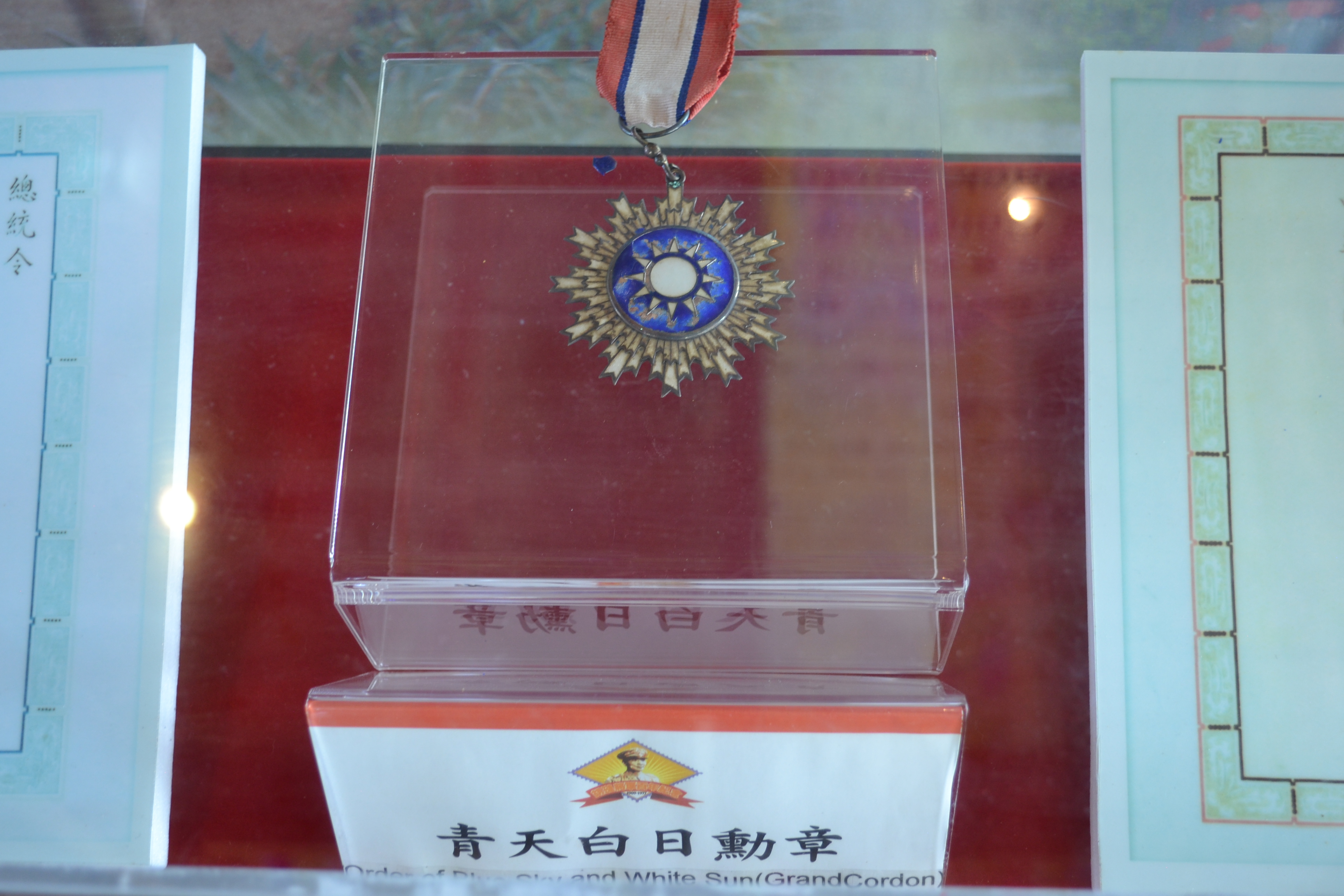
金门县莒光楼展示的胡琏所获得的青天白日勋章，摄于2011年10月22日。

是中华民国著名的勋章——青天白日勋章中的一枚。蒋中正生前经常佩戴，是他参加重要仪式、场合，如庆典、阅兵时佩戴之勋章。
勋章正面为中华民国青天白日国徽，质地为掐丝珐琅，底色深蓝。勋章周边为钻石放射形花边，如阳光光芒四射。勋章背后刻有“特壹”字样，显示其特殊性。
据国民政府明文规定，青天白日勋章乃颁发给“捍御外侮，保卫国家，战功卓著之军人”。勋章于1929年5月15日首次颁发。

## 真伪辩论
文物专家认为，青天白日勋章存世仅仅有209枚，此枚乃唯一一枚背后刻有“特壹”字样，其余青天白日勋章都有编号。认为这就是蒋中正生前经常佩戴之特种青天白日勋章。
而中华民国国防部不透露姓名人员有质疑此枚勋章之真伪，认为蒋中正生前常戴之青天白日勋章已在蒋公逝世后随他入殓，在蒋公位于桃園大溪灵寝的棺木之内，并未流于市面。
而不少专家认为，此枚特壹青天白日勋章才是真正勋章，其他蒋公出巡时佩戴之青天白日勋章都系勋章“替身”。

## 拍卖天价
2012年8月，特壹青天白日勋章由藏家委托世界著名的斯宾克拍卖行在香港拍卖，但因真伪争议和其他原因并未成行，拍卖最终取消。
2013年7月6日斯宾克拍卖行在香港再次拍卖此枚特壹青天白日勋章，并以720万港币（約2800萬新台幣或100萬美元）的天价卖出，创造了中国制乃至亚洲勋章的拍卖世界最高纪录。两岸三地国内外各大新闻媒体都以特别关注。
之前，仅有俞飞鹏青天白日勋章由其加拿大籍后人流出，卖价800万新台币。